# タイッサ・ファーミガ
タイッサ・ファーミガ（Taissa Farmiga [fɑːrˈmiːɡə]; 1994年8月17日 - ）は、アメリカ合衆国の女優。

## 経歴
7人兄弟姉妹の末っ子としてニュージャージー州ハンタードン郡ホワイトハウスステーションで生まれ育つ。両親はともにウクライナからの移民で、父親はコンピュータシステムアナリスト、母親は学校の教師である。また、姉は21歳年上でアカデミー助演女優賞候補にもなったことがある女優ヴェラ・ファーミガ。ウクライナ語を解せる。アメリカ手話のクラスを3年間取って学んだ。
もともと役者にまったく関心を示さなかったが、姉ヴェラがこと細かに説き尽くした結果、2011年に公開されヴェラ・ファーミガがはじめて監督を務めたドラマ映画『ハイヤー・グラウンド』でヴェラの16歳の頃の役柄を演じる。同映画での演技は2011年度サンダンス映画祭で極めて高い評価を受けた。のちに、役者に成ることを決意する。
アメリカ合衆国の放送局FXのホラーテレビシリーズ『アメリカン・ホラー・ストーリー』の第1シーズン『呪いの館』にヴィヴィアン・ハーモンの娘ヴァイオレット・ハーモン役でレギュラー出演を果たす。また、第3シーズン『魔女団』にも出演する。2013年公開、ソフィア・コッポラ監督によるクライム映画『ブリングリング』でエマ・ワトソン、レスリー・マンと共演した。2013年にスペインの映画祭で初上映され、翌年、2014年に日米で公開された米西サイコスリラー映画『記憶探偵と鍵のかかった少女』に主演した。

## フィルモグラフィ

### 映画
| 公開年 | 作品                                                                                  | 役名                         | 備考           | 吹き替え                                    |
| ------ | ------------------------------------------------------------------------------------- | ---------------------------- | -------------- | ------------------------------------------- |
| 2011   | ハイヤー・グラウンド Higher Ground                                                    | コリン・ウォーカー           |                |                                             |
| 2013   | At Middleton                                                                          | オードリー・マーティン       |                | N/A                                         |
| 2013   | ブリングリング The Bling Ring                                                         | サム・ムーア                 |                | 藤井ゆきよ                                  |
| 2013   | 記憶探偵と鍵のかかった少女 Mindscape                                                  | アンナ・グリーン             |                | 寿美菜子                                    |
| 2014   | Jamesy Boy                                                                            | サラ                         |                | N/A                                         |
| 2015   | ファイナル・ガールズ 惨劇のシナリオ The Final Girls                                   | マックス・カートライト       | 日本劇場未公開 | 吉岡茉祐                                    |
| 2015   | Share                                                                                 | クリスタル                   | 短編           | N/A                                         |
| 2015   | 6年愛 6 Years                                                                         | メラニー・クラーク           |                |                                             |
| 2016   | バレー・オブ・バイオレンス In a Valley of Violence                                    | メリー・アン                 |                | 清水理沙                                    |
| 2016   | ハリウッド・スキャンダル Rules Don't Apply                                            | サラ・ブランスフォード       | 日本劇場未公開 |                                             |
| 2018   | 死霊館のシスター The Nun                                                              | 修道女アイリーン             |                | 清水理沙                                    |
| 2018   | 運び屋 The Mule                                                                       | ジニー                       |                | 北川里奈（ソフト版） 青山玲菜（BSテレ東版） |
| 2018   | ディア・ファミリー 〜あなたを忘れない〜 What They Had                                 | エマ・アーツ                 | 日本劇場未公開 | （吹き替え版なし）                          |
| 2018   | ずっとお城で暮らしてる We Have Always Lived in the Castle                             | メリキャット・ブラックウッド | 日本劇場未公開 | （吹き替え版なし）                          |
| 2018   | The Long Dumb Road                                                                    | レベッカ                     |                | N/A                                         |
| 2020   | ジャスティス・リーグ・ダーク: アポコリプス・ウォー Justice League Dark: Apokolips War | レイブン                     | 声の出演       | （吹き替え版なし）                          |
| 2021   | John and the Hole                                                                     | ローリー                     |                |                                             |
| 2023   | 死霊館のシスター 呪いの秘密 The Nun II                                                | 修道女アイリーン             |                | 清水理沙                                    |

### テレビシリーズ
| 放映年    | 作品                                                                         | 役名                                      | 備考            | 吹き替え                |
| --------- | ---------------------------------------------------------------------------- | ----------------------------------------- | --------------- | ----------------------- |
| 2011      | アメリカン・ホラー・ストーリー: 呪いの館 American Horror Story: Murder House | ヴァイオレット・ハーモン                  | 計11話出演      | ブリドカット セーラ恵美 |
| 2013-2014 | アメリカン・ホラー・ストーリー: 魔女団 American Horror Story: Coven          | ゾーイ・ベンソン                          | 計13話出演      |                         |
| 2015      | Wicked City                                                                  | カレン・マクラーレン                      | 計8話出演       | N/A                     |
| 2016      | アメリカン・ホラー・ストーリー: 体験談 American Horror Story: Roanoke        | ソフィ・グリーン                          | 第9話「第九章」 |                         |
| 2018      | アメリカン・ホラー・ストーリー 黙示録 American Horror Story: Apocalypse      | ゾーイ・ベンソン ヴァイオレット・ハーモン |                 |                         |
| 2022-     | ギルデッド・エイジ -ニューヨーク黄金時代- The Gilded Age                     | グラディス・ラッセル                      |                 | 田所あずさ              |